# Талица (приток Вори)
Та́лица — река в Пушкинском городском округе и малой частью в городском округе Красноармейск Московской области России. Длина — 38 км, площадь водосборного бассейна — 162 км² (по другим данным длина реки 40 км, площадь водосборного бассейна 169 км²).
Берёт начало у деревни Грибаново, впадает справа в Ворю южнее города Красноармейска. Высота устья — 141 м. Притоки — Прорваниха, Махорка и Сумерь.
Крупные населённые пункты на реке — город Красноармейск, рабочий посёлок Софрино, дачный посёлок Ашукино.
По данным Государственного водного реестра России, относится к Окскому бассейновому округу. Речной бассейн — Ока, речной подбассейн — бассейны притоков Оки от Мокши до впадения в Волгу, водохозяйственный участок — Клязьма от Пироговского гидроузла до города Ногинска, без реки Учи (от истока до Акуловского гидроузла).

## Экология
Река испытывает серьёзное антропогенное воздействие, в Софрино расположено около 40 различных предприятий, что составляет около 1,31 % всего промышленного потенциала Московской области, в том числе химические. Как в самой реке, так и в её правом притоке Махре многократно привышены ПДК загрязняющих веществ, периодически фиксируется гибель рыбы.